# شربت گلوکز

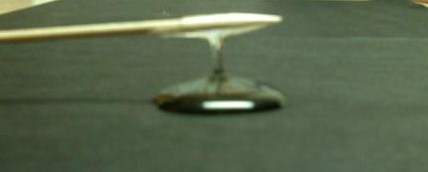
شربت گلوکز روی یک سطح سیاه

شربت گلوکز، که به آن گلوکز قنادی نیز گفته می‌شود، شیره تهیه‌شده از هیدرولیز نشاسته است. گلوکز یک قند می‌باشد. ذرت بیشتر به‌عنوان منبع نشاسته در ایالات متحده استفاده می‌شود، در این حالت شربت "شربت ذرت" نامیده می‌شود، اما شربت گلوکز از سیب زمینی، گندم و به میزان کمتر از جو، برنج و کاساوا تهیه می‌شود.
شربت گلوکز دارای بیش از ۹۰٪ گلوکز است که در تخمیر صنعتی  استفاده می‌شود، اما شربت‌های مورداستفاده در شیرینی‌سازی بسته به درجه، مقادیر مختلفی از گلوکز، مالتوز و الیگوساکاریدهای بالاتر را دارا هستند و بیشتر مواقع می‌توانند دارای ۱۰٪ تا ۴۳٪ گلوکز باشند. از شربت گلوکز در مواد غذایی برای شیرین‌سازی، نرم‌شدن بافت و افزودن حجم استفاده می‌شود. با تبدیل مقداری از گلوکز در شربت ذرت به فروکتوز (با به‌کارگیری یک فرایند آنزیمی)، یک محصول شیرین‌تر، می‌توان شربت ذرت با فروکتوز بالا تولید کرد.
شربت گلوکز نخستین‌بار در سال ۱۸۱۱ در روسیه توسط گوتلیب کیرچهوف با به‌کارگیری گرما و اسید سولفوریک تولید شد.